# لغة الأورومو
الأورومو والمعروفة أيضًا باسم عفان أورومو وأوروميفا (أ) (وأحيانًا بلغات أخرى بهجاء مختلف لهذه الأسماء؛ أوروميك وعفان أورومو وغيرها)، هي إحدى اللغات الإفريقية الآسيوية. وهي اللغة الأكثر انتشارًا في فرع عائلة اللغة الكوشية. ويتحدث باللغة الأورومية بجميع أشكالها كلغة أولى أكثر من 25 مليون فرد في أورومو والشعوب المجاورة في إثيوبيا وأجزاء من شمالي كينيا. ويعتقد بعض علماء اللغة أن اللغة الأورومية عبارة عن مجموعة لهجات، حيث أن جميع الأنواع لا تتميز بالوضوح المتبادل. وهي عبارة عن لغة اجتماعية لغوية، تتكون من أربعة أنواع: بورانا أرسي جوجي أورومو ولغة أورومو الغربية (وتسمى أيضًا كوتو) والأروما ولغة أورومو الغربية المركزية. وغالبًا ما تشير المطبوعات الأقدم إلى الاوروميين كأشخاص على أنهم غالا، ومعناه (( جمل )) باللغة الاورومية وسبب تسميتهم بذلك لأنهم يستخدمون الإبل في نقل امتعتهم وفي حروبهم .

## المتحدثون بهذه اللغة
يقطن 95% من متحدثي هذه اللغة تقريبًا في إثيوبيا، وبشكل رئيسي في منطقة أوروميا. وهناك أيضًا بعض المتكلمين بهذه اللغة في الصومال. ويتواجد في كينيا أيضًا 322000 متحدث بلغة البورانا والأورما، وهما لغتان قريبتا الصلة بلغة أورومو الإثيوبية. وفي إثيوبيا، تعد الأورومو ثاني أوسع اللغات انتشارًا.
في أفريقيا، تحتل الأورومو المركز الرابع في ترتيب اللغات التي يُتحدث بها، بعد العربية (في حالة إذا اعتبرنا اللهجات الغامضة المتبادلة للعربية على أنها لغة فردية وافترضنا الأمر ذاته لأنواع الأورومو) والسواحيلية والهوسية.
و
إلى جانب المتحدثين باللغة الأم، يتحدث عدد من المنتمين إلى العرقيات الأخرى ممن هم على اتصال بمتحدثي اللغة الأوروموية بها على أنها لغة ثانية.